# Carinotetraodon borneensis
 Carinotetraodon borneensis és una espècie de peix de la família dels tetraodòntids i de l'ordre dels tetraodontiformes.

## Morfologia
- Els mascles poden assolir 4,4 cm de longitud total.
- Nombre de vèrtebres: 16-17.[2]

## Hàbitat
És un peix d'aigua dolça i de clima tropical.

## Distribució geogràfica
Es troba a Àsia: sud de Sarawak.

## Observacions
És inofensiu per als humans.